# Rhizopogon vinicolor
Espèce
Rhizopogon vinicolor est une espèce de champignons basidiomycètes (Fungi) de la famille des Rhizopogonaceae et du genre Rhizopogon. Ce champignon hypogé produit des fructifications souterraines globuleuses à la peau externe orangé à rouge vin et à la chair blanche devenant vert olive. Il pousse dans les forêts de conifères, notamment de Sapin de Douglas, avec lesquels il est en symbiose ectomycorhizienne en Europe, Amérique du Nord et Nouvelle Zélande. Sa dispersion dans le sol est étroitement associée aux micromammifères mycophages.

## Description

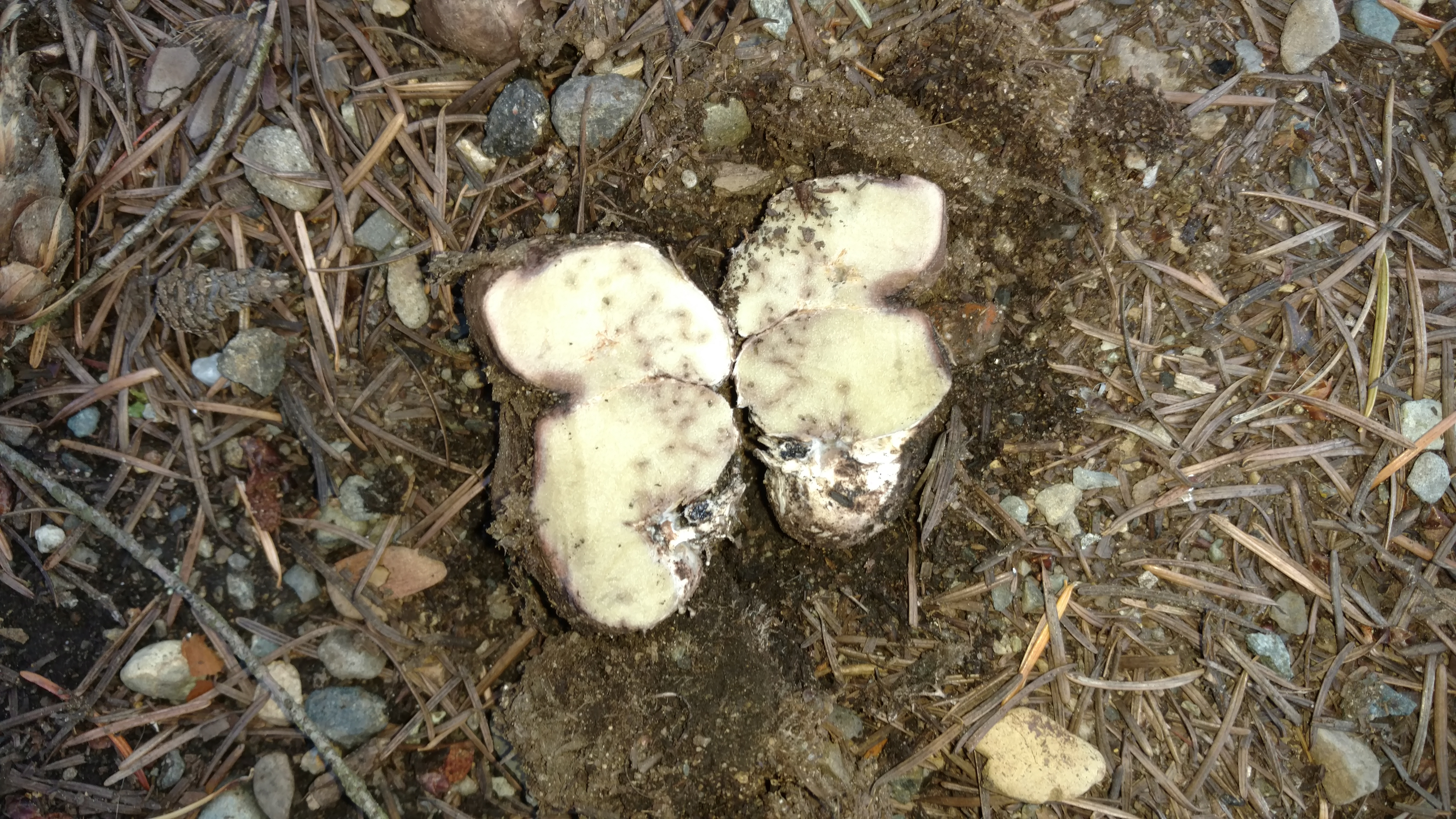
Vue de la gleba immature de Rhizopogon vinicolor (Washington, USA).

Rhizopogon vinicolor produit un sporocarpes souterrain subglobuleux à irrégulier mesurant de 0,8 à 1,5 cm de diamètre et muni de rares à très rares rhizomorphes à la base. La couche externe, le péridium, mesure 250 µm d'épaisseur et est coloré d'orange à rouge vin foncé ; certains spécimens étant tachés de rouge. La chair, la gleba, est d'abord blanche devenant orange à bistre voire olive à brun olive foncé. Elle est ferme, mais facile à couper et creusée de petites locules de 0,3 à 0,5 mm de diamètre formant des labyrinthes sur les parois desquels se trouvent les basides qui les remplissent de spores.
La gléba est formée d'un hyménium qui produit des basides cylindriques mesurant de 18 à 23 µm de haut pour 5,5 à 7 µm de large, ornés de 2 ou 4 stérigmates sur chacun desquels se développent des spores ellipsoïdales à ovoïdes, avec une base tronquée, comportant une ou deux guttules et mesurant de 5,2 à 7,5 µm de long pour 2,6 à 3,8 µm de large. L'hydroxyde de potassium (KOH) et le Sulfate de fer(II) (FeSO4) sont tous les deux utilisés dans la détermination chimique de l'espèce.

## Distribution et écologie

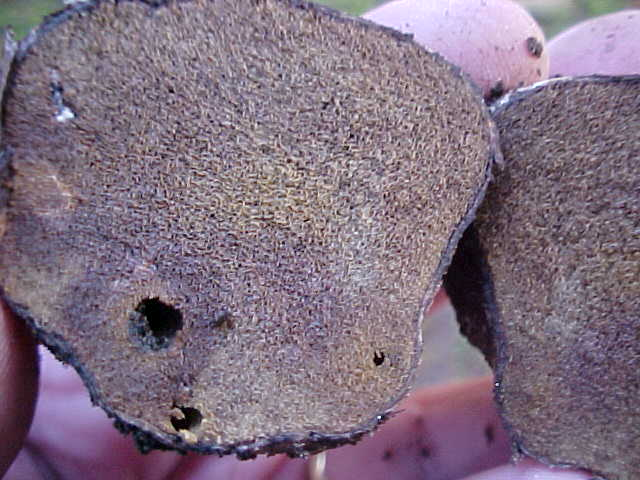
Vue de la gleba mûre de Rhizopogon vinicolor (Oregon, USA).

Rhizopogon vinicolor se rencontre couramment aux États-Unis (dont l'Alaska),, en France, en Italie, au Royaume-Uni et en Nouvelle Zélande.
L'holotype américain de Rhizopogon vinicolor a été trouvé en association avec des Sapins, le Pin de Monterey et est régulièrement mentionné avec le Sapin de Douglas. Le matériel européen a été collecté sous des Pins ; les spécimens de France ont été récoltés sous le Sapin de Douglas. Il s'agit d'associations ectomycorhiziennes dans laquelle le champignon échange de l'eau et des sels minéraux issus de la décomposition de la litière de feuilles et du bois contre la matière carbonée des arbres issue de la photosynthèse. Cette association se déroule parfois à trois avec l'Orchidée mycohétérotrophe Allotropa virgata qui se nourrit des produits carbonés du conifère à travers le mycélium de Rhizopogon vinicolor.

## Relation avec les micromammifères

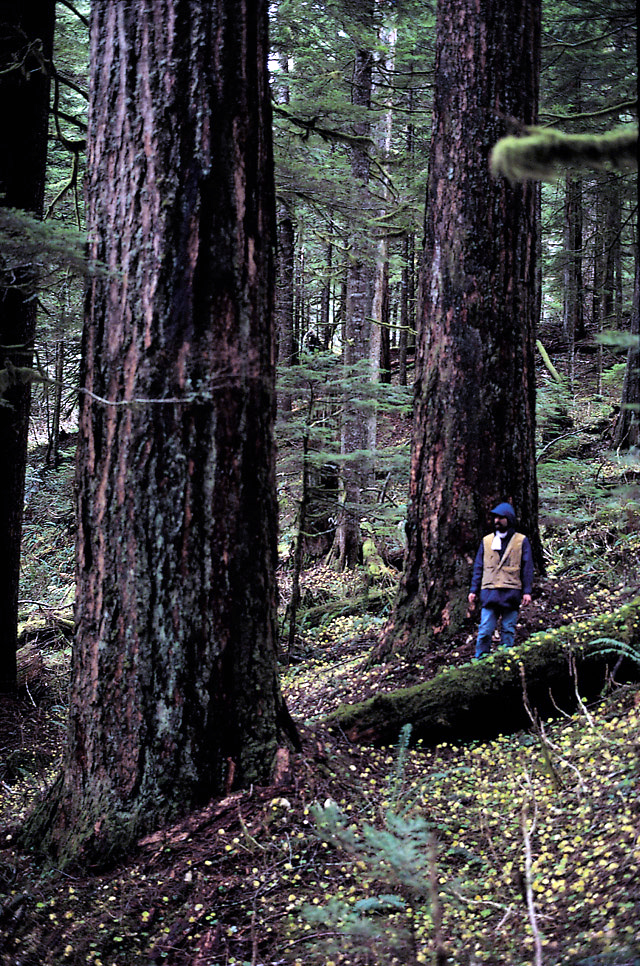
Forêt ancienne de Sapin de Douglas dans la Forêt nationale du Mont Hood en Oregon aux États-Unis.

De nombreux micromammifères comme le Grand Polatouche et le Campagnol à dos roux de Californie se nourrissent des fructifications de Rhizopogon vinicolor. Bien que leur concentration en azote, minéraux et vitamines soit élevée, une grande partie des composés azotés se trouve sous forme non protéique ou associée aux parois cellulaires, ce qui implique une faible valeur nutritionnelle et une faible disponibilité. Cependant, contrairement à d'autres rongeurs qui sont des mycophages préférentiels, le campagnol est un mycophage obligatoire qui présente des adaptations morphologiques et physiologiques de son système digestif lui permettant de plus grandes efficacités de digestion et d'assimilation des nutriments.
Ainsi, ces micromammifères dispersent les spores fongiques grâce à leurs excréments et aident à établir des mycorhizes qui favorisent la croissance des plantes. Si une forêt est coupée à blanc et que tout le bois mort est nettoyé, R. vinicolor et les autres champignons hypogés cessent de fructifier, la population locale de Campagnol à dos roux de Californie meurt et les arbres nouvellement plantés ne se développent pas,.

## Systématique et taxonomie
Rhizopogon vinicolor est initialement décrit sous ce basionyme par le mycologue américain Alexander Hanchett Smith dans sa monographie des espèces nord-américaines du genre Rhizopogon de 1966. L'holotype a été récolté dans l'Idaho aux États-Unis.
La taxonomie de R. vinicolor n'est pas claire car plusieurs autres espèces lui sont morphologiquement très similaires. Il s'agit d'un complexe d'espèces regroupées en deux clades distincts nommés R. vinicolor et R. versiculosus.

### Étymologie
L'épithète spécifique vinicolor provient du latin vīnum (« vin ») et color (« couleur »), en référence à la couleur du péridium.

### Publication originale
- (en) Smith AH, Zeller, « A Preliminary Account of the North American Species of Rhizopogon », Memoirs of the New York Botanical Garden, vol. 14, no 2,‎ 1966, p. 1–178